# آلان أجات
آلان أجات (بالفرنسية: Alain Agat)‏ وُلد في 15 أغسطس 1964 بباريس. وهو كاتب وكاتب سيناريو فرنسي من أصول مارتينيكية. وهو أيضاً مخرج أفلام وثائقية.

## وصلات خارجية
- آلان أجات على موقع IMDb (الإنجليزية)
- آلان أجات على موقع ألو سيني (الفرنسية)
- آلان أجات على موقع كينوبويسك (الروسية)